# URI

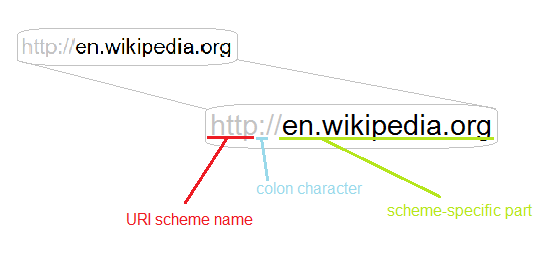
Példa egy URI-ra

Az URI (Uniform Resource Identifier, egységes erőforrás-azonosító) egy rövid karaktersorozat, amelyet egy webes erőforrás azonosítására használunk. Közismert példái a webcímek, más néven URL-ek.

## Az URI és az URL kapcsolata
Az URI az erőforrást kétféleképp azonosíthatja: hely szerint (URL) vagy név szerint (URN). Az URL olyan URI, amely azzal határozza meg az erőforrást, miképp lehet azt elérni. Például a https://hu.wikipedia.org/ URL egy olyan URI, amely a magyar Wikipédia honlapját azonosítja, és magában foglalja azt is, hogy ennek az erőforrásnak valamilyen formája (a honlap aktuális HTML kódja) elérhető a hu.wikipedia.org nevű kiszolgálóról HTTPS protokollon keresztül.
Az URN-re példa lehet a következő: urn:isbn:0-395-36341-1. Ez egy olyan URI, amely egy könyvet azonosít az ISBN-adata alapján. Ezzel az URN-nel azonosítottuk a könyvet anélkül, hogy bármit mondtunk volna a helyéről vagy az elérhetőségéről.